# Bernhard Friedrich von Beust
Bernhard Friedrich von Beust (* 1651; † 1715) war ein königlich-polnischer und kurfürstlich-sächsischer Generalleutnant.

## Leben und Werk
Er stammte aus der vogtländischen Linie des Adelsgeschlechts von Beust. Er stand schon lange bei der sächsischen Kavallerie und erhielt bei der Neuformierung der Sächsischen Armee  1697 als Generalmajor ein in Ungarn stehendes Regiment, das er bis zu seinem Abschied 1714 kommandierte. Im Juni 1700 erfolgte seine Beförderung zum Generalleutnant. Während des Großen Nordischen Krieges kämpfte er 1701 zusammen mit Generalleutnant Röbel in der Schlacht an der Düna. Im Jahr 1703 verteidigte er zusammen mit Röbel und dem Generalmajor Kanitz die Stadt Thorn gegen die Schweden. Letztlich mussten die Sachsen kapitulieren und Beust blieb 3 Jahre in Gefangenschaft. Er kämpfte 1706 in der Schlacht bei Fraustadt.
Er war mit Justinia von Metsch und später mit Christina Elisabeth von Holzendorf verheiratet.